# Melitta Bentz

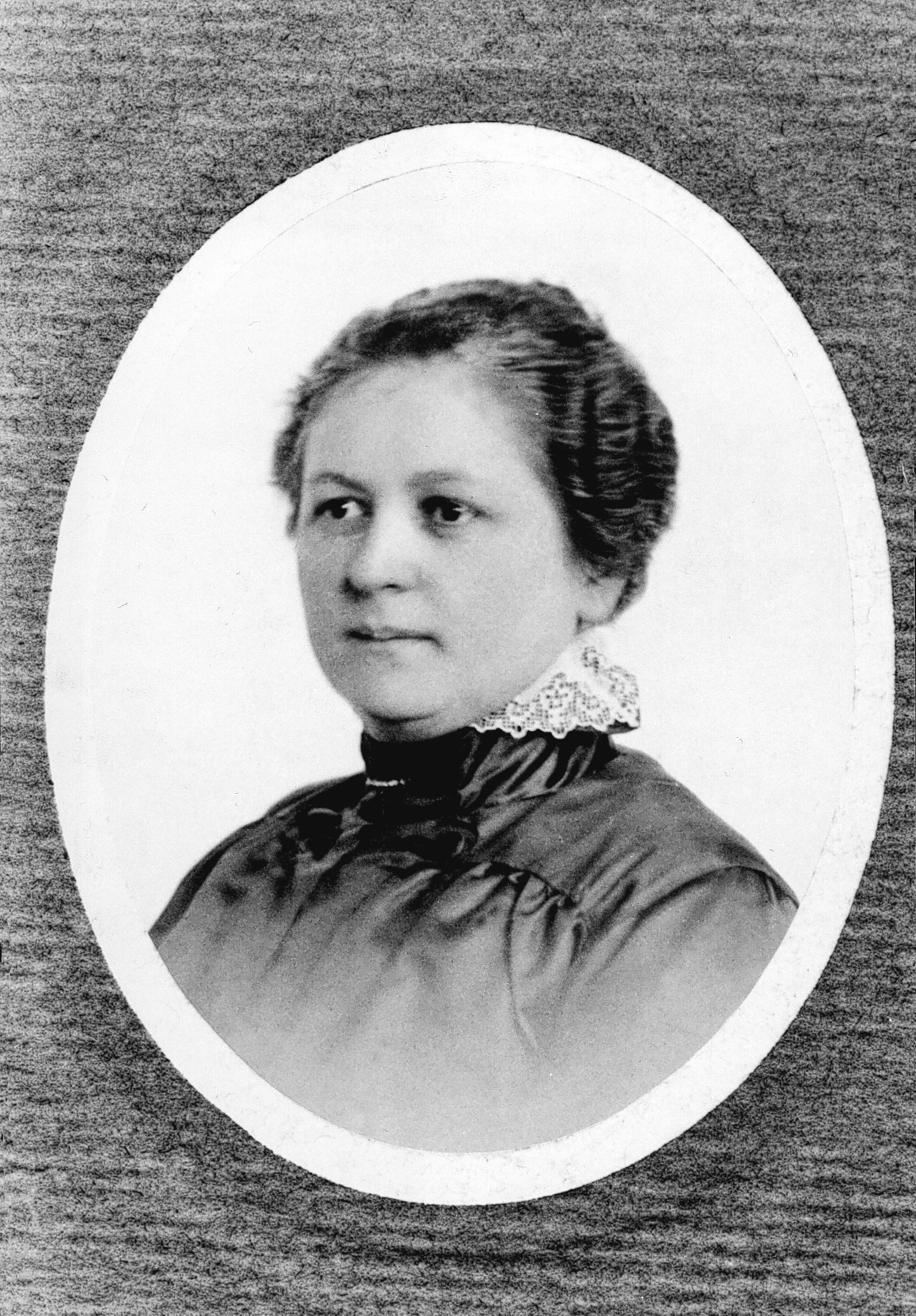
A. A. M. Liebscher/Bentz

Melitta Bentz (* 31. Januar 1873 in Dresden als Amalie Auguste Melitta Liebscher; † 29. Juni 1950 in Holzhausen an der Porta Westfalica) war eine deutsche Unternehmerin und entwickelte 1908 den vorgefertigten Einweg-Kaffeefilter.

## Leben

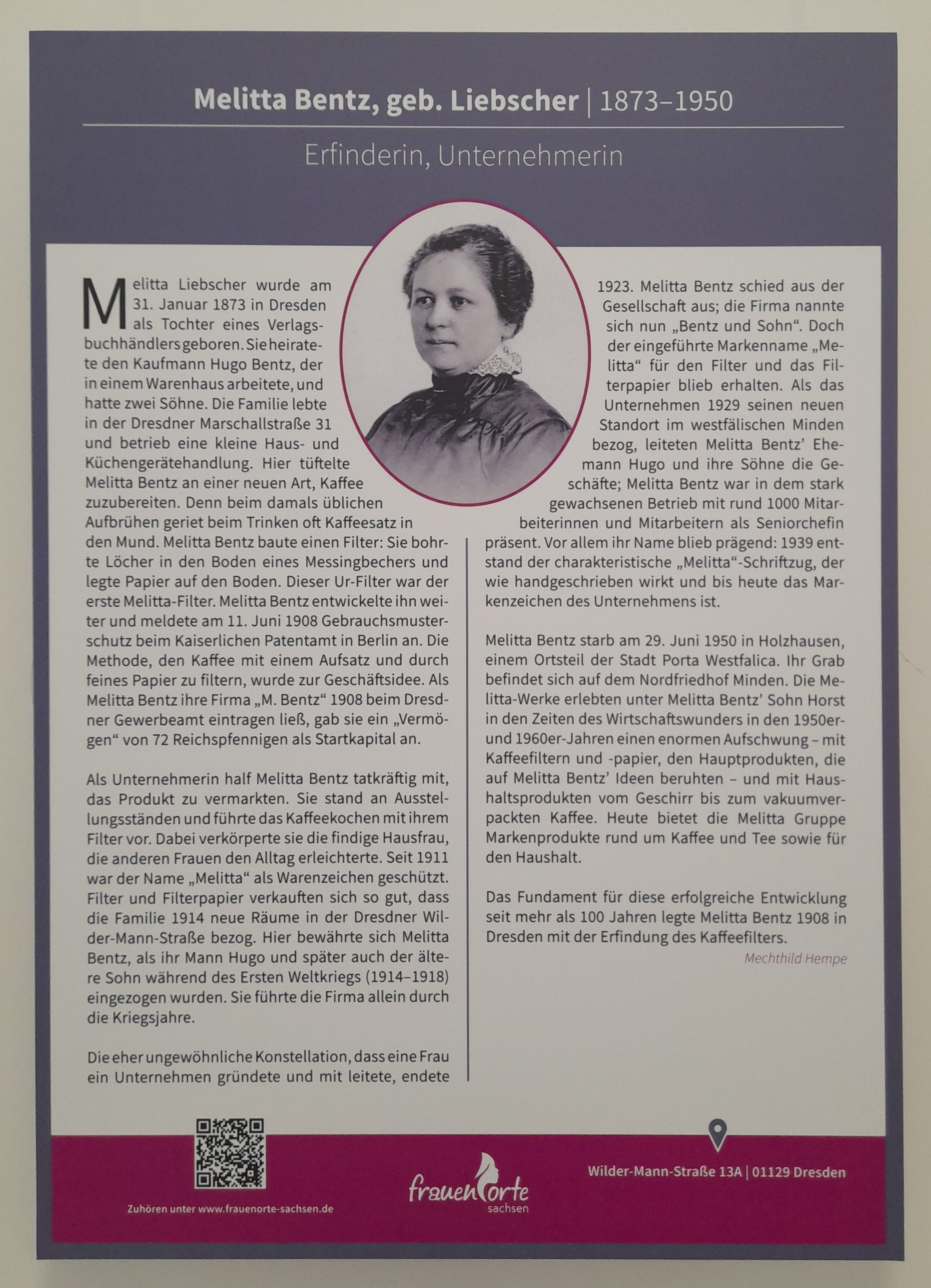
Ausstellung Frauenorte Sachsen, Melitta Bentz (Dresden). Eine weitere Tafel befindet sich in der Wilder-Mann-Str. 13a in Dresden-Trachau

Melitta Bentz war die Tochter des Dresdner Verlagsbuchhändlers Karl Liebscher. Als 35-jährige Hausfrau und Mutter experimentierte sie an einer einfachen Methode, um den Kaffeesatz im fertigen Kaffee zu vermeiden. Die damaligen Verfahren benutzten gewöhnliche Trichter und Filter aus Textil oder Löschpapier, die erst ausgeschnitten werden mussten, und waren somit recht aufwändig. Melitta nahm aus den Schulheften ihres Sohnes Willy die Löschblätter, die sie in eine Konservendose legte, deren Boden sie mit Nägeln durchlöchert hatte. Als diese einfache Technik in ihrem Freundeskreis auf allgemeine Begeisterung stieß, entschloss sie sich, ihre Idee zu vermarkten.
Das kaiserliche Patentamt in Berlin erteilte am 20. Juni 1908 Gebrauchsmusterschutz für ihren Rundfilter mit vorgefertigtem Filterpapier. Am 15. Dezember 1908 wurde das Unternehmen „M. Bentz, Marschallstraße 31“ mit einem Startkapital von 72 Pfennigen als „kaufmännisches Agentur- und Kommissionsgeschäft“ in das Dresdner Handelsregister eingetragen.

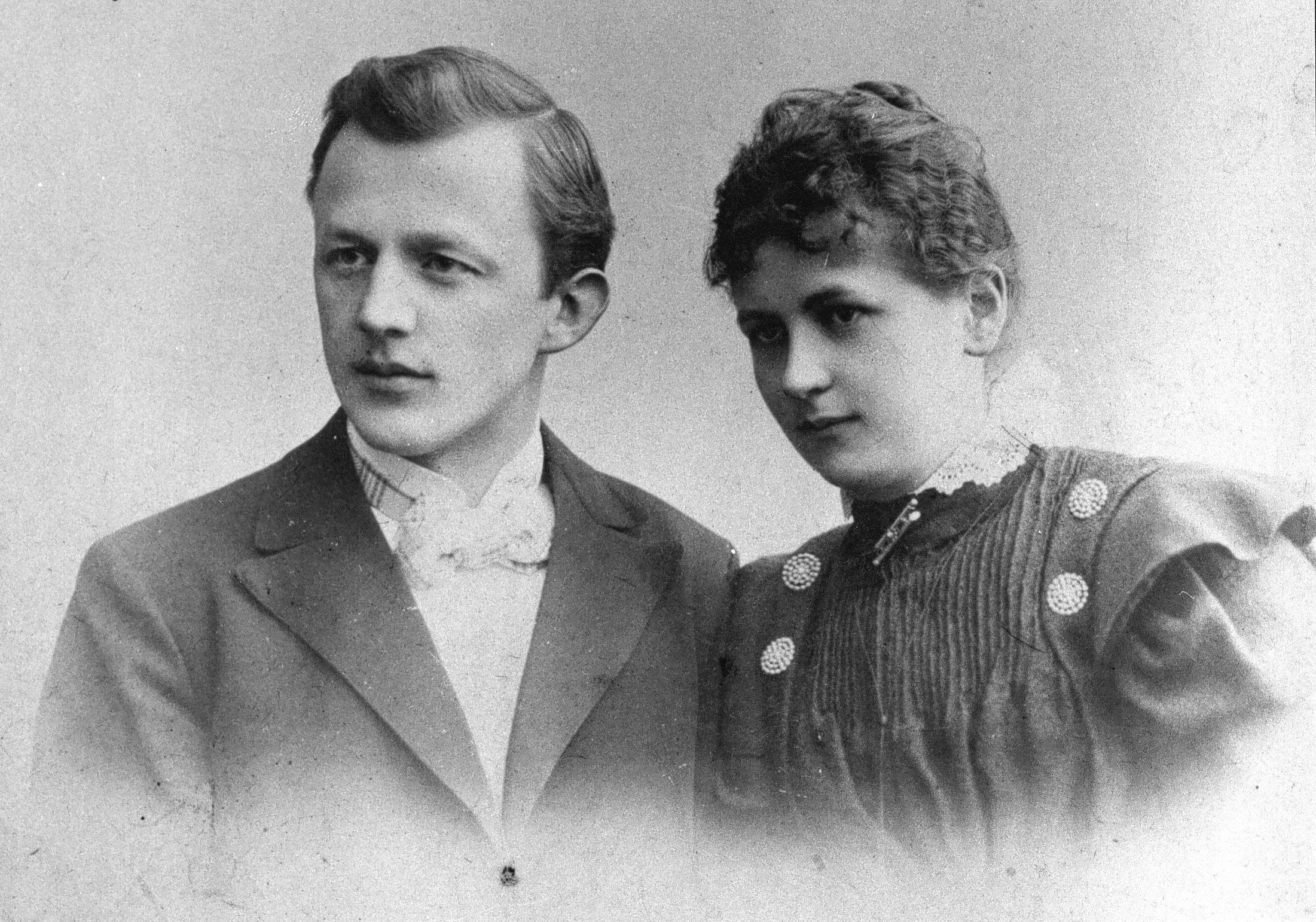
Melitta und Hugo Bentz

Melittas Ehemann Johannes Emil Hugo Bentz (* 20. April 1873 in Clausthal-Zellerfeld als zwölfter Sohn des dortigen Rektors; † 28. Januar 1946 in Minden), war Abteilungsleiter in einem Dresdner Kaufhaus und machte sich 1906 selbstständig. Das Ehepaar Bentz und seine Söhne Willy (* 25. Oktober 1899) und Horst (* 27. Mai 1904) waren die ersten Mitarbeiter des aufstrebenden Unternehmens. Im Jahr 1911 errang das Unternehmen goldene und silberne Medaillen der Internationalen Hygieneausstellung und des sächsischen Gastwirtevereins für den Filter. Am 24. Februar 1911 kam Tochter Hertha zur Welt.

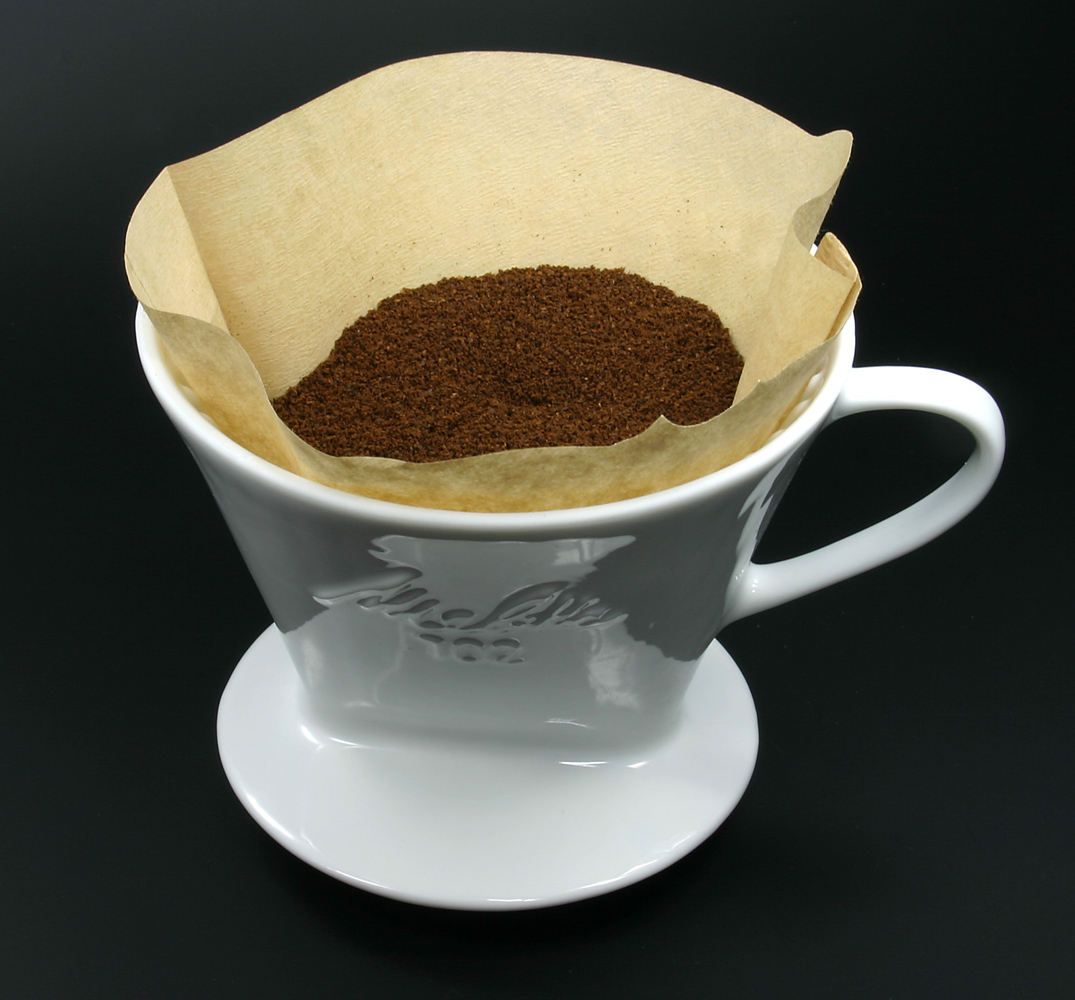
Ein Melitta-Kaffeefilter mit Filtertüte

Die kleine Vierzimmerwohnung in der Pirnaischen Vorstadt wurde für das schnell wachsende Geschäft zu klein, sodass das Familienunternehmen 1914 umziehen musste. Fortan erfolgte die Produktion mit 15 Mitarbeitern in einem mehrstöckigen Hinterhaus in Trachau, die Familie lebt im Vorderhaus. Das Gebäude in der Wilder-Mann-Straße 13a existiert bis heute. Es diente in den 1960er bis 1990er Jahren als Kindergarten und heute als Wohnhaus. Dort befindet sich auch eine Gedenktafel von Frauenorte Sachsen, die an das Wirken von Melitta Bentz erinnert.
Im Ersten Weltkrieg hielt Melitta Bentz den Betrieb mit der Herstellung von Kartons aufrecht und brachte so sich und ihre Kinder durch die Kriegsjahre. Ihr Ehemann und der ältere Sohn waren an der Front. Nach dem Krieg wuchs das Unternehmen rasant weiter: 1920 und 1924 wurden zusätzliche Gebäude hinzugekauft. Zu diesem Zeitpunkt waren bereits 100.000 Filter produziert worden. Der Geschäftszweck wurde z. B. um Teefilter, Konservengläser, Haushaltbücher und Sparbüchsen erweitert.
Ostern 1929 zog das Unternehmen von Dresden ins ostwestfälische Minden, da sich in Dresden keine geeigneten Produktionsräume fanden und die Grund- und Gewerbesteuer stark erhöht wurde. Die Nachfrage nach den Produkten war mittlerweile so groß, dass 80 Arbeiter im Doppelschichtsystem arbeiten mussten. Melitta Bentz war, auch nachdem sie sich aus dem Geschäft zurückgezogen hatte, das „soziale Gewissen“ der Firma und kümmerte sich intensiv um die Mitarbeiter.
Im zweiten Weltkrieg wurde Melitta zum "Nationalsozialistischen Musterbetrieb" , dessen Mitarbeiter unter Druck gesetzt wurden, nicht bei jüdischen Geschäften einzukaufen.
Heute ist das von Melitta Bentz gegründete Unternehmen, die Melitta Unternehmensgruppe Bentz KG, eine internationale Gruppe mit 6.000 Beschäftigten, die von ihrem Urenkel Jero Bentz sowie von dem familienfremden Mitglied Volker Stühmeier geführt wird. Der Hauptsitz der Firma ist Minden.
Melitta Bentz starb 1950 77-jährig in Holzhausen bei Minden. Ihr zum Gedenken gibt es heute in Dresden, Schwäbisch Gmünd, Sarstedt, Telgte, München und Ellwangen eine Melitta-Bentz-Straße, in Minden und Stuttgart die Melitta-Straße. In der Tageszeitung Dresdner Neueste Nachrichten wurde sie im Jahr 2000 zu einer der „100 Dresdner des 20. Jahrhunderts“ gewählt. Ihr Grab befindet sich auf dem Mindener Nordfriedhof.